# グラビアアイドル一覧
グラビアアイドル一覧（グラビアアイドルいちらん）は、日本の主なグラビアアイドル、もしくは一定の期間グラビアで活動したタレントなどを生まれた年代別に分類した一覧である。この一覧に収録されていないグラビアアイドルについてはCategory:グラビアアイドルを参照。
- 現在[いつ?]、グラビアで活動している人物は太字にしてある。
- 主にヌードモデルとして活躍した人物については、Category:日本の女性アダルトモデルを、グラビア活動の経験のあるAV女優についてはCategory:日本のAV女優を参照。

## 1950年代生まれ
- アグネス・ラム[注 1]
- 朝加真由美
- 樹れい子[注 2]
- 石川ひとみ
- 小野みゆき[注 3]
- かたせ梨乃[注 4]
- 片平なぎさ
- 烏丸せつこ[注 5]
- 榊原郁恵
- サンディー[注 6]
- サビーネ金子[注 7]
- 風吹ジュン[注 8]
- 堀川まゆみ[注 9]
- 水沢アキ
- 宮崎美子[注 10]

## 1960年代生まれ
- 青木美津子[注 11]
- 青田典子[注 12]
- 青山知可子
- 秋本奈緒美
- 浅香唯[注 13]
- 浅野温子
- 浅野ゆう子[注 14]
- 麻生祐未[注 15]
- 天海祐希
- 荒木由美子
- 有森也実
- 飯島直子[注 16]
- 生稲晃子
- いけだりか[注 17]
- 石川秀美
- 石田えり
- 石田ゆり子[注 18]
- 石野真子
- いしのようこ
- 伊藤かずえ
- 伊藤つかさ
- いとうまい子[注 19]
- 今井美樹
- 井森美幸
- 江口ともみ
- 大塚寧々[注 20]
- 大西結花
- 大場久美子
- 岡本夏生
- 荻野目慶子
- 荻野目洋子
- カイヤ[注 21]
- 賀来千香子[注 22]
- 柏原芳恵
- 梶原真弓[注 23]
- かとうれいこ[注 24]
- 叶恭子
- 叶美香
- 河合奈保子
- 川上麻衣子
- 川島みき[注 25]
- 菊池桃子
- 岸本加世子
- 北原佐和子
- 城戸真亜子[注 26]
- キム・ヘソン[注 27]
- 木村亜希[注 28]
- キューティー鈴木
- 黒木瞳
- ヒロコ・グレース[注 29]
- 小泉今日子
- 香坂みゆき
- 國府田マリ子
- 小谷ゆみ[注 30]
- 駒木なおみ
- 国生さゆり
- 紺野美沙子[注 31]
- 財前直見[注 32]
- 斉藤慶子[注 33]
- 斉藤由貴
- 斉藤和子[注 34]
- 坂上とし恵[注 35]
- 桜井美春
- 沢口靖子
- 沢田和美[注 36]
- 塩川美佳[注 37]
- 設楽りさ子[注 38]
- 杉浦幸
- 杉田かおる
- 杉本彩[注 39]
- 鈴木京香[注 40]
- 鈴木保奈美[注 41]
- 千堂あきほ
- 貴倉良子[注 42]
- 高島礼子
- 武田久美子[注 43]
- 田中美奈子[注 44]
- つちやかおり
- 手塚理美[注 45]
- 富田靖子
- 遠野友理[注 46]
- とよた真帆[注 47]
- 鳥越マリ[注 48]
- 中島史恵[注 49]
- 中森明菜
- 長山洋子
- 夏川結衣[注 50]
- 新田恵利
- 萩原佐代子[注 51]
- 羽田美智子[注 52]
- 服部真湖[注 53]
- 林葉直子
- 早見優[注 54]
- 原田知世
- 濱田のり子[注 55]
- フィービー・ケイツ[注 56]
- 日髙のり子
- 広田恵子[注 57]
- 藤田芳子[注 58]
- 藤森夕子[注 59]
- 藤吉久美子
- 堀ちえみ
- ステファニー・レイコ・ボージェス[注 60]
- 松下由樹
- 松田聖子
- 松本明子
- 松本伊代
- 松本孝美[注 61]
- 松本典子
- マリアン[注 62]
- マルシア
- 三瀬真美子[注 63]
- 三田寛子
- 南野陽子[注 64]
- 三原じゅん子
- 美保純
- 宮崎ますみ[注 65]
- 森本蘭[注 66]
- 森口博子
- 森尾由美[注 67]
- 森高千里[注 68]
- 薬師丸ひろ子
- 安田成美
- 山口智子[注 69]
- 山瀬まみ
- 八木さおり[注 70]
- 結城めぐみ[注 71]
- 横山智佐
- 横山めぐみ
- 吉川十和子[注 72]
- 芳本美代子
- 蓮舫[注 73]
- 若村麻由美
- 鷲尾いさ子[注 74]
- 渡辺美奈代
- 渡辺由紀[注 75]

## 1970年代生まれ
- 相沢紗世[注 76]
- 相田翔子[注 77]
- 秋山久美[注 78]
- 青木裕子[注 79]
- 茜結
- 秋元彩香
- 浅川稚広[注 80]
- 浅田好未[注 81]
- 朝倉香乃[1][注 82]
- 朝倉ちあき
- 朝比奈まり[注 83]
- 麻生久美子[注 84]
- 麻生あゆみ[注 85]
- 麻生かおり[注 86]
- 麻生奈未[2][注 87]
- 麻生ひろみ[注 88]
- 穴井夕子[注 89]
- 安西ひろこ[注 90]
- 飯島みゆき[3][注 91]
- 井川遥[注 92]
- 池沢郁絵[4][注 93]
- 磯辺りえ[注 94]
- 井上晴美[注 95]
- 井上麻美
- 池本まいか[注 96]
- 石川瞳[注 97]
- 石田ひかり
- 板倉香[注 98]
- 一色紗英
- 五十嵐りさ[注 99]
- 伊東美咲[注 100]
- 伊藤裕子
- 稲田千花[注 101]
- 稲森いずみ[注 102]
- 今井恵理[注 103]
- 岩男潤子[注 104]
- 岩崎恭子
- 岩本和子
- インリン[注 105]
- 宇恵さやか[注 106]
- 植松真美[注 107]
- 牛川とこ
- 内田有紀[注 108]
- 上田祥子[注 109]
- 梅宮アンナ
- 梅宮万紗子
- 蛯原友里[注 110]
- 遠藤久美子
- 大沢舞子[注 111]
- 大路恵美
- 大塚良子[注 112]
- 大野幹代[注 113]
- ビビアーニ大野[注 114]
- 大橋未歩[注 115]
- 大原かおり[注 116]
- 大河内志保[注 117]
- 岡部玲子[注 118]
- 岡元あつこ
- 緒川たまき[注 119]
- 小川範子
- 小沢真珠
- 奥菜恵
- 奥貫薫[注 120]
- 奥山佳恵
- 小野砂織[注 121]
- 加藤紀子
- 片石貴子
- 金澤あかね[注 122]
- 華原朋美[注 123]
- 角田智美[注 124]
- 川島令美[注 125]
- 川村ひかる[注 126]
- 川崎愛
- 菅野美穂
- 神崎恵[注 127]
- 河西りえ[注 128]
- 春日井静奈[注 129]
- 北川えり[注 130]
- 北沢まりあ[注 131]
- 北原まゆ[注 132]
- 北山えり
- 木下優
- 曲山えり[注 133]
- 菊川怜[注 134]
- 菊池麻衣子
- 吉瀬美智子
- 木村佳乃
- 木内あきら[注 135]
- 京野ことみ
- 工藤静香
- 工藤夕貴
- 国仲涼子
- 来栖あつこ[注 136]
- 黒坂真美[注 137]
- 黒沢あすか
- 黒田美礼[注 138]
- 黒谷友香
- 黒羽夏奈子[注 139]
- 国分佐智子[注 140]
- 久留須ゆみ[注 141]
- 小谷亜希子[注 142]
- 小島可奈子
- 小西真奈美
- 小泉里子[注 143]
- 児島玲子[注 144]
- 近藤千種[注 145]
- 甲賀瑞穂[注 146]
- 斉藤ますみ[5][6][注 147]
- 斉藤繭子[注 148]
- 酒井法子
- 酒井美紀
- 坂井真紀
- 坂木優子
- 坂下千里子
- 櫻井淳子
- 桜井あゆみ
- 櫻井智[注 149]
- 桜庭あつこ
- 佐藤藍子
- 佐藤仁美
- 佐田真由美
- さとう珠緒[注 150]
- 沢地優佳
- 沢木涼子[注 151]
- 三宮位知子
- しいなまお
- 宍戸留美
- 角松かのり
- 篠原涼子[注 152]
- 島崎和歌子
- 島田沙羅
- 釈由美子[注 153]
- 白石美帆
- 白鳥智恵子[注 154]
- 塩村文夏[注 155]
- 柴田あさみ[注 156]
- 嶋村かおり[注 157]
- 杉崎美香
- 鈴木紗理奈
- 鈴木砂羽
- 鈴木史華[注 158]
- 鈴木蘭々
- 須之内美帆子[注 159]
- 角田華子
- 瀬戸朝香
- 千羽かよこ
- 添田めぐみ[注 160]
- そめやゆきこ[注 161]
- 高岡早紀
- たかはし智秋[注 162]
- 高橋由美子
- 高橋里華[注 163]
- 立河宜子[注 164]
- 田中沙斗子[注 165]
- 田中広子[注 166]
- 田中陽子
- 田中理恵
- 田中律子
- 田中美里[注 167]
- 田村英里子
- 田島絵里香[注 168]
- 田波涼子[注 169]
- 千葉千恵巳
- 千葉一二三[注 170]
- 千葉麗子
- 鶴田真由
- 出川紗織[注 171]
- 遠野なぎこ[注 172]
- 遠野舞子[注 173]
- 遠山景織子
- 常盤貴子
- 戸田菜穂
- ともさかりえ
- 永作博美
- 仲間由紀恵
- 中江有里
- 中川祐子[注 174]
- 中澤裕子[注 175]
- 中島知子[注 176]
- 中嶋美智代
- 中田彩
- 中谷美紀
- 中村由真
- 中森友香
- 中山エミリ
- 中山忍
- 中村みづほ[注 177]
- 中村通代[注 178]
- 中村恵子[注 179]
- 七森美江[注 180]
- 西川史子[注 181]
- 西田ひかる[注 182]
- 西野妙子
- 西村知美
- 根本美緒
- ハ・ジウォン
- 橋本愛[注 183]
- 長谷優里奈[注 184]
- 畑野ひろ子[注 185]
- 葉月里緒奈
- はねだえりか[注 186]
- 浜崎あゆみ
- 浜野裕子[注 187]
- 早坂好恵
- 速水昌未[注 188]
- 原千晶[注 189]
- 原田梓帆[注 190]
- 原田徳子[注 191]
- 原田ゆうか[注 192]
- 原久美子[注 193]
- 雛形あきこ[注 194]
- ビビアン・スー
- 平子理沙
- 平田弥里
- 福山理子[注 195]
- 笛木優子
- 深津絵里
- 藤崎奈々子[注 196]
- 藤原紀香[注 197]
- 藤原理恵[注 198]
- 藤原みわ[注 199]
- 古瀬絵理
- 船見啓子[注 200]
- 辺見えみり
- ほしのあき
- 星野貴代子[注 201]
- 細川ふみえ[注 202]
- 本上まなみ[注 203]
- 牧瀬里穂
- 益子梨恵[注 204]
- 松嶋尚美[注 205]
- 松嶋菜々子[注 206]
- 松田純
- 松田千奈
- 松井友香[注 207]
- 眞野裕子[注 208]
- 三浦綺音
- 三浦ふみこ
- 三浦理恵子[注 209]
- 水野あおい
- 水野美紀
- 美翔芽里[注 210]
- 観月ありさ
- 宮内知美[注 211]
- 三宅えみ
- 宮沢りえ
- 宮前真樹[注 212]
- 宮村優子
- 宗政美貴[注 213]
- 村田和美
- 室井佑月
- 望月さや[注 214]
- 持田香織[注 215]
- 持田真樹
- 本杉美香[注 216]
- 桃生亜希子[注 217]
- 森えいみ
- 森下純菜
- 森洋子[注 218]
- 森崎まみ
- 森崎友紀
- 森ひろこ[注 219]
- 森瑠花[注 220]
- 矢田亜希子
- 柳沼淳子
- 八木沢れいな[注 221]
- 八木沼真由子
- 矢部美穂
- 山口もえ
- 山口リエ
- 山田誉子[注 222]
- 遊井亮子[注 223]
- 悠美[注 224]
- 湯原麻利絵[注 225]
- 吉川ひなの
- 吉田里深
- 吉野美佳[注 226]
- 吉本多香美
- 吉永千夏[注 227]
- 芳村仁香[注 228]
- 米倉涼子[注 229]
- LINA[注 230]
- 梨花
- 和久井映見
- 渡辺満里奈

## 1980年代生まれ

### 前半
- 愛川ゆず季[注 231]
- 相沢しの
- 相澤仁美[注 232]
- 相沢まき[注 233]
- AKEMI
- 安座間ゆきの[7]
- 浅見れいな[注 234]
- 安達祐実
- 安倍なつみ[注 235]
- 鮎河ナオミ[注 236]
- 歩りえこ
- 杏さゆり[注 237]
- 安藤あいか[注 238]
- 安藤沙耶香
- 飯田圭織[注 239]
- 伊織[注 240]
- 五十嵐結花[8][9][注 241]
- 池脇千鶴
- 生駒エリコ[10]
- 石川夕紀
- 石坂ちなみ[注 242]
- 石田裕子[注 243]
- 磯山さやか
- 市川みか
- 一戸奈美[注 244]
- いとうあいこ[注 245]
- 伊藤歩
- 伊藤えみ
- 伊藤絵理香[注 246]
- 伊藤かな[注 247]
- 乾曜子[注 248]
- いのうえのぞみ
- 井上美琴[注 249]
- 井上和香[注 250]
- 今井りか
- 上西小百合
- 上原多香子[注 251]
- 内田さやか
- 内山理名
- 宇都宮まき
- 江川有未
- 榎本加奈子[注 252]
- オ・ユナ
- 大網亜矢乃
- 大久保麻梨子[注 253]
- 大城美和[注 254]
- 太田彩乃
- 大谷みつほ
- 大友みなみ[注 255]
- 大堀恵[注 256]
- 大村彩子[注 257]
- 大森玲子
- 岡あゆみ
- 岡田ひかり
- 岡村麻純
- 小川奈那[注 258]
- 小川まるみ[注 259]
- 沖野麻衣[注 260]
- 小口もな美
- 小倉遥[注 261]
- 小倉優子[注 262]
- 尾崎ナナ
- 乙葉
- 小野真弓
- 折原みか[注 263]
- 甲斐まり恵
- 海江田純子
- 海川ひとみ
- 皆藤愛子
- 神楽坂恵
- 華彩なな
- 柏木美里
- 和希沙也[注 264]
- 片瀬那奈[注 265]
- 片山瞳
- 加藤あい[注 266]
- 加藤未央[注 267]
- 金子さやか[注 268]
- 金城真央
- 金田美香[注 269]
- 神室舞衣
- 加山花衣[11][12]
- 香里奈[注 270]
- かわい綾[13][14]
- 川奈栞
- 川奈ゆう
- 川原麻衣[注 271]
- 川村亜紀[注 272]
- 川村りか[注 273]
- 神戸蘭子
- 菊地凛子
- 北川弘美[注 274]
- 木内晶子
- 木下あゆ美
- 君嶋ゆかり[注 275]
- 木村沙也果
- 木村裕子
- 喜屋武ちあき[注 276]
- 工藤亜耶[注 277]
- 工藤里紗
- 窪塚愛
- 熊切あさ美[注 278]
- 熊田曜子[注 279]
- 栗原恵
- 栗山千明
- 小池栄子
- 小泉エリ
- 倖田來未
- 小久保ナナ
- 後藤ゆきこ
- 小林恵美[注 280]
- 今野陽佳
- 坂井優美[注 281]
- 酒井若菜[注 282]
- 阪本麻美
- 相楽のり子[注 283]
- 桜 稲垣早希
- 櫻本のん
- 佐々木梨絵[注 284]
- 佐藤江梨子[注 285]
- 佐藤めぐみ[注 286]
- 佐藤ゆりな
- 里田まい[注 287]
- 椎名法子[注 288]
- 潮田玲子
- 塩地美澄
- 柴咲コウ
- 渋谷えり
- 樹里[注 289]
- 庄司ゆうこ
- 白石みき
- 白鳥百合子
- 杉田沙緒里[注 290]
- 杉原杏璃
- 村主章枝
- 鈴木茜[注 291]
- 鈴木亜美
- すほうれいこ[注 292]
- 瀬尾秋子
- 脊山麻理子[注 293]
- ソニン
- 平愛梨
- 高木あずさ[注 294]
- 高見こころ
- 滝沢沙織[注 295]
- 竹内のぞみ[注 296]
- 武田真理子[注 297]
- 立花かおり
- 田中涼子
- 田中麗奈
- 田辺はるか[注 298]
- 田畑智子
- 谷桃子[注 299]
- 谷理沙[15][16][注 300]
- 谷川明日香[注 301]
- 壇蜜
- 次原かな
- 土屋アンナ
- 手島優[注 302]
- 寺島なつ
- 豊岡真澄[注 303]
- 鳥居みゆき
- 内藤陽子[注 304]
- 永井流奈[注 305]
- 中川愛海[注 306]
- 長澤奈央[注 307]
- 永島さや佳[注 308]
- 仲根かすみ[注 309]
- 夏川純[注 310]
- 新山千春
- 西村美保[注 311]
- 二宮歩美
- 沼尻沙弥香
- 根本はるみ[注 312]
- 野口綾子[注 313]
- 野波麻帆
- 野村佑香
- 野呂佳代[注 314]
- 葉里真央
- 橋本マナミ[注 315]
- 橋元優菜[注 316]
- 八田亜矢子
- 花井美理[注 317]
- 浜丘麻矢
- 早瀬英里奈[注 318]
- 原史奈[注 319]
- 東原亜希[注 320]
- 肘井美佳[注 321]
- 姫嶋菜穂子[注 322]
- 平井理央[注 323]
- 平田裕香
- 平山あや
- 広末涼子
- 深田恭子
- 吹石一恵[注 324]
- 吹田早哉佳
- 福井未菜
- 福井裕佳梨[注 325]
- 福岡サヤカ[注 326]
- 福下恵美[注 327]
- 福田明日香[注 328]
- 福田淳子[注 329]
- 福永ちな
- 藤川のぞみ[注 330]
- 藤川優里
- 藤崎まや
- 藤本綾[注 331]
- 北條まみ
- 星ひとみ[注 332]
- 星野真里
- 堀田ゆい夏
- 堀越のり
- 本多彩子
- 前田愛
- 前原あい
- 真木よう子
- 松金ようこ[注 333]
- 松坂紗良[注 334]
- 松坂南
- 松原渓
- 松本莉緒[注 335]
- 松本若菜
- 眞鍋かをり[注 336]
- MARI
- MALIA.
- 丸山桂里奈
- ミカ・タレッサ・トッド[注 337]
- みさきゆう[注 338]
- 水川あさみ
- 水樹奈々
- 水野裕子
- 道端ジェシカ
- 三津谷葉子[注 339]
- 三船美佳
- 美馬怜子
- 宮川美香[17][注 340]
- 宮澤寿梨[注 341]
- 宮地真緒[注 342]
- 宮前るい[注 343]
- 村上麻里恵
- MEGUMI[注 344]
- もりちえみ
- 森まどか
- 森下千里[注 345]
- 森本さやか[注 346]
- 森山りこ
- 矢口真里[注 347]
- 矢沢心
- 安めぐみ[注 348]
- 保田圭[注 349]
- 安田美沙子[注 350]
- 柳明日香[注 351]
- 柳野玲子
- 矢吹春奈[注 352]
- 山川恵里佳[注 353]
- 山口敦子
- 山口紗弥加
- 山口愛実[注 354]
- 山田愛子[18][注 355]
- 山田まりや[注 356]
- 山田優[注 357]
- 山本梓[注 358]
- 優香
- 優木まおみ
- 湯之上知子
- 横山夏海
- 吉井怜[注 359]
- 吉岡美穂[注 360]
- 吉野紗香
- 芳野友美
- 米田奈美子
- 若槻千夏[注 361]
- 鷲巣あやの
- 渡辺奈緒子
- 渡香奈[注 362]

### 後半
- 相武紗季
- Aimi[注 363]
- 蒼井さや
- あおい夏海
- 蒼井優
- 葵ゆりか
- 青木愛
- 赤井沙希[注 364]
- 亜希子[注 365]
- AKINA[注 366]
- 秋元才加[注 367]
- 秋山依里[注 368]
- 秋山莉奈[注 369]
- 浅尾美和
- 浅倉結希[注 370]
- 浅田舞[注 371]
- 浅野昭子[注 372]
- 朝比奈えり[注 373]
- 浅本美加
- あびる優[注 374]
- あべみほ[注 375]
- 綾瀬はるか
- 新垣結衣
- 亜里沙
- 安藤成子[注 376]
- 井口裕香
- 池田夏希
- 池田裕子[注 377]
- 石井めぐる
- 石川沙織
- 石川梨華[注 378]
- 石原あつ美[注 379]
- 石原さとみ
- 泉里香
- 伊瀬茉莉也
- 市川紗椰
- 市川由衣[注 380]
- 一双麻希[注 381]
- 伊藤しほ乃[注 382]
- いとうりな
- 伊藤れいこ[注 383]
- 井上真央
- 今井成美
- 入船加澄実[注 384]
- 岩佐真悠子[注 385]
- 上戸彩
- 上野樹里
- 宇賀なつみ[注 386]
- 内田彩
- 内田真礼
- 内田瑞穂[注 387]
- 内野未来
- 宇野実彩子[注 388]
- 浦えりか[注 389]
- 榮倉奈々
- エリーローズ[注 390]
- 遠藤舞[注 391]
- 大浦育子[注 392]
- 大沢あかね
- 大島麻衣[注 393]
- 大島みづき
- 大島優子[注 394]
- 大田明奈[注 395]
- 太田千晶[注 396]
- 太田莉菜
- 大塚千弘[注 397]
- 大塚びる
- 大友さゆり
- 大橋沙代子[注 398]
- 大矢真夕[注 399]
- 岡咲翔子
- 岡田唯[注 400]
- 尾形沙耶香[注 401]
- おかもとまり
- 小澤絵理菜[注 402]
- 小田あさ美[注 403]
- 小野愛[注 404]
- 甲斐麻美
- 加護亜依[注 405]
- 加治ひとみ
- 樫野有香[注 406]
- 我謝よしか[注 407]
- 片岡安祐美
- かでなれおん
- 加藤綾子[注 408]
- 加藤沙耶香[注 409]
- 加藤夏希
- 加藤悠[注 410]
- 加藤理恵[注 411]
- 金井あや[注 412]
- 鎌田奈津美
- 唐沢りん
- 可愛きょうこ[注 413]
- 河合ヒナ[注 414]
- 川崎希[注 415]
- 川崎真実[注 416]
- 河中あい[注 417]
- 河辺千恵子
- 川村ゆきえ[注 418]
- 木口亜矢[注 419]
- 北川景子
- 吉川麻衣子
- 木南晴夏[注 420]
- 木村文乃
- 木下優樹菜[注 421]
- 気谷ゆみか[注 422]
- 京本有加[注 423]
- 桐谷美玲[注 424]
- 久保ユリカ
- 草場恵[注 425]
- 倉科カナ[注 426]
- 倉持明日香[注 427]
- 栗山夢衣[注 428]
- 黒川智花
- 黒川芽以
- 黒木メイサ
- 黒田有彩[注 429]
- 黒田エイミ
- 小泉梓
- 小泉麻耶[注 430]
- 小出由華
- 光上せあら[注 431]
- 小阪由佳[注 432]
- 小澤真利奈[注 433]
- 小嶋陽菜[注 434]
- 児玉菜々子[注 435]
- 後藤真希[注 436]
- KONAN[注 437]
- 虎南有香[注 438]
- 小林優美[注 439]
- 小原徳子[注 440]
- 小原春香[注 441]
- 小町桃子
- 小松彩夏[注 442]
- 紺野あさ美[注 443]
- 今野杏南[注 444]
- 近野成美[注 445]
- 西条美咲
- 斉藤未知[注 446]
- 齊藤夢愛[注 447]
- 紗栄子[注 448]
- 酒井彩名[注 449]
- 酒井瞳[注 450]
- 咲嬉[注 451]
- 沙倉しずか[注 452]
- 桜木咲耶
- 桜木睦子
- 桜木佑香
- 佐々木希[注 453]
- 佐々木麻衣
- 佐々木もよこ[注 454]
- 佐藤和沙
- 佐藤かよ
- 佐藤寛子
- 佐藤由加理[注 455]
- さとう里香
- さな
- 紗那
- 佐野夏芽
- 沢菜々子
- 沢井美優
- 沢尻エリカ[注 456]
- 澤山璃奈[注 457]
- 椎名理火[19][注 458]
- 鹿谷弥生[注 459]
- 鹿沼憂妃[注 460]
- 重盛さと美
- 篠田麻里子[注 461]
- 柴小聖[注 462]
- 芝田翔生子
- 渋沢一葉
- 渋谷真由[注 463]
- 島本里沙
- 清水ゆう子[注 464]
- 潤音
- 祥子
- 白川未奈
- 末永遥[注 465]
- 杉ありさ[注 466]
- 杉林沙織[注 467]
- 杉本有美[注 468]
- 杉山菜摘
- 助川まりえ
- スザンヌ
- 鈴木杏
- 鈴木咲
- 鈴木ちなみ[注 469]
- 鈴木美生[注 470]
- 鈴木礼央奈[注 471]
- 芹那[注 472]
- 高木加織[注 473]
- 高崎愛梨[注 474]
- 高梨臨
- 高橋愛[注 475]
- 高橋亜由美[注 476]
- 高橋幸子[注 477]
- 高宮まり
- 滝ありさ
- 滝川綾[注 478]
- 多岐川華子
- 滝口ミラ[注 479]
- 滝沢乃南
- たけうち亜美[注 480]
- 竹達彩奈
- たしろさやか[注 481]
- 多田あさみ
- 館恵美
- 立花彩野[注 482]
- 橘麗美[注 483]
- 辰巳奈都子[注 484]
- 田中道子[注 485]
- 田中みな実[注 486]
- 田中れいな[注 487]
- 谷ちあき[注 488]
- 谷村奈南
- 多部未華子
- 辻希美[注 489]
- DJ SODA
- 手束真知子[注 490]
- 寺田有希[注 491]
- 遠野千夏
- 土岐麻梨子
- 時東ぁみ[注 492]
- 戸田恵梨香[注 493]
- 戸田れい
- 豊田果歩[注 494]
- 永岡真実
- 永岡怜子
- 中川杏奈[注 495]
- 中川翔子[注 496]
- 中川朋美
- 中川美樹[注 497]
- 長崎真友子
- 永作あいり[注 498]
- 長澤まさみ
- 永瀬はるか
- 中村葵[注 499]
- 中村中
- 中村アン
- 中村果生莉
- 中村静香
- 中村知世[注 500]
- 中村優[注 501]
- 夏月
- 奈津子[注 502]
- 夏菜
- 夏目理緒[注 503]
- 菜々緒[注 504]
- 菜乃花[注 505]
- 新垣里沙[注 506]
- 西田麻衣
- 西田美歩[注 507]
- 西村みずほ[注 508]
- 西脇綾香[注 509]
- にわみきほ
- 野田彩加[注 510]
- 芳賀優里亜[注 511]
- 葉加瀬マイ
- 長谷川恵美
- 長谷川麻衣
- 長谷部優[注 512]
- 秦佐和子[注 513]
- 秦瑞穂
- 花澤香菜
- 浜崎慶美
- はまだこう[注 514]
- 浜田翔子[注 515]
- 濱野りれ[注 516]
- 林弓束[注 517]
- 原愛実
- 原なつみ
- 原幹恵[注 518]
- 原田真緒
- 春野恵
- ハン・ヒョジュ
- 比嘉愛未
- 疋田紗也
- 日里麻美[注 519]
- 日野礼香[注 520]
- ピョ・ウンジ
- 平田薫[注 521]
- 平塚奈菜
- 平野綾
- 広村美つ美
- 福愛美[注 522]
- 藤井梨花
- 藤川ありさ
- 藤木由貴
- 藤本美貴[注 523]
- 藤原ななこ
- 古川真奈美
- 古崎瞳
- 北条佳奈[注 524]
- 星井七瀬
- 堀井美月
- ほんまかよこ
- 前園りさ
- 前田亜季
- ますきあこ[注 525]
- 増水亜由未
- 松井絵里奈[注 526]
- 松浦亜弥
- 松岡音々[注 527]
- 松下奈緒
- 松嶋初音[注 528]
- 松田ちい[注 529]
- 松本さゆき[注 530]
- 松山まみ
- 松山友紀
- まなせゆうな
- 繭[注 531]
- 三城千咲
- 水崎綾女
- 水樹たま[注 532]
- 水野しず[注 533]
- 水野まい[注 534]
- 溝口麻衣[注 535]
- 道重さゆみ[注 536]
- 満島ひかり[注 537]
- 緑川静香[注 538]
- 南明奈
- 南菜々子[注 539]
- 南まりか
- 三森すずこ
- みゃこ
- 宮﨑あおい
- 宮田聡子[注 540]
- メロディー洋子
- もえのあずき[注 541]
- Moemi
- 最上もが[注 542]
- 本仮屋ユイカ
- 元木あき
- 森絵梨佳[注 543]
- 森はるか[注 544]
- 森理世[注 545]
- 森下加奈
- 森下悠里
- 矢口聖来[注 546]
- 八坂沙織[注 547]
- 八代みなせ
- 安枝瞳
- 柳瀬さき[注 548]
- 山岸舞彩[注 549]
- 山口沙紀[注 550]
- 山崎真実[注 551]
- 山咲まりな[注 552]
- 山中絢子[注 553]
- 山本彩乃[注 554]
- 山本早織
- 吉川綾乃
- 吉木りさ[注 555]
- 吉田亜咲
- 吉田早希
- 吉田ユウ
- 吉高由里子
- 吉見衣世
- 吉用由美
- リア・ディゾン[注 556]
- 類家明日香
- ローラ・チャン[注 557]
- 和田絵莉
- 渡辺加苗[注 558]

## 1990年代生まれ
- Aive
- あいか
- 逢坂愛
- 相沢菜々子
- 逢沢りな
- あいだあい
- 逢田梨香子[注 559]
- 藍谷莉穂
- アイナ・ジ・エンド[注 560]
- 相原美咲[注 561]
- 愛森ちえ[注 562]
- 葵うたの
- 葵くみ[20][21][22][23][注 563]
- 青井鈴音
- 青井春
- 青科まき[注 564]
- 青島心
- 蒼野杏[注 565]
- 青谷優衣[注 566]
- 青葉ひなり[注 567]
- 青山なぎさ
- 青山ひかる[注 568]
- 蒼山みこと
- 茜さや
- 秋月三佳[注 569]
- 秋元真夏[注 570]
- 秋山かほ
- 阿久津真央
- あさいあみ
- 亜咲花
- 浅川梨奈[注 571]
- 麻倉まりな
- 朝倉みかん[注 572]
- 朝倉由舞[注 573]
- 朝日奈央[注 574]
- 朝日ななみ[注 575]
- 朝比奈彩[注 576]
- 朝比奈祐未
- 葦原海
- 東菜摘
- 足立梨花
- 阿知波妃皇[24]
- 茜紬うた[注 577]
- あのん[注 578]
- 阿部なつき
- 天木じゅん[注 579]
- 天月愛
- 天野ちよ[25]
- 天野麻菜
- 天野莉絵
- 天野レナ[26][注 580]
- 彩川ひなの[注 581]
- 鮎川穂乃果[注 582]
- 荒井つかさ[注 583]
- あらい美生[注 584]
- 新木さくら[注 585]
- 新田桃子
- あらた唯[注 586]
- 新谷姫加[注 587]
- 有川知里
- 有村藍里[注 588]
- 有村架純
- 有村果夏
- 安斉かれん
- 安西玲奈
- アンジェラ芽衣
- 安藤遥
- Anna[注 589]
- 飯窪春菜[注 590]
- 飯田里穂[注 591]
- 飯塚真穂
- 伊織いお
- 生田衣梨奈[注 592]
- 池上紗理依
- 池尻愛梨[注 593]
- 池田ショコラ
- 池田ゆうな[注 594]
- 井桁弘恵
- いけちゃん
- 池松愛理[注 595]
- 石岡真衣[注 596]
- 石神澪
- 石川恋
- 石田亜佑美[注 597]
- 石田晴香[注 598]
- 石田桃香
- 石橋杏奈
- 石橋てるみ[27][注 599]
- 石原由希[注 600]
- 泉明日香
- 伊勢みはと[注 601]
- 礒部花凜
- 礒部希帆
- 板野友美[注 602]
- 板野成美[注 603]
- 市原薫
- 五木あきら[注 604]
- 樹智子[注 605]
- 伊藤愛真
- 伊東紗冶子
- 伊藤寧々[注 606]
- 伊藤萌々香[注 607]
- 伊藤祐奈[注 608]
- 伊藤梨沙子[注 609]
- 糸原美波[注 610]
- 稲場愛香[注 611]
- 稲村亜美
- 犬童美乃梨[注 612]
- 井上咲楽
- 井上小百合[注 613]
- 井上晴菜[28][注 614]
- 井口綾子[注 615]
- 伊原六花
- 今井みどり
- 今田美桜[注 616]
- 今村仁美[注 617]
- 入来茉里
- 入山愛
- 入山杏奈[注 618]
- 岩﨑名美[注 619]
- 岩田さゆり
- ヴァネッサ・パン
- 上坂すみれ
- 上田操[29]
- 上間凜子
- 植村あかり[注 620]
- 宇垣美里[注 621]
- うさまりあ
- 宇佐美彩乃[30]
- 宇佐美えり[31]
- 宇佐美なお
- 薄井しお里
- 雅楽代りか[32]
- 内田理央[注 622]
- 梅本静香[注 623]
- 浦まゆ[33][34][35][36]
- 浦西ひかる
- 運上弘菜[注 624]
- 江渡万里彩[注 625]
- 衛藤美彩[注 626]
- えなこ[注 627]
- 榎木さりな[注 628]
- 江野沢愛美
- 榎原依那[注 629]
- 瑛茉ジャスミン
- エラ・フレイヤ
- 王林[注 630]
- 大川藍[注 631]
- 大久保桜子
- 大沢ひかる
- 大澤玲美[注 632]
- 大園みゆう[37]
- 太田里織菜[注 633]
- 大谷澪[注 634]
- 大伴理奈
- 大西桃香[注 635]
- 大貫彩香
- 大野いと
- 大野真依
- 大庭すみ花[注 636]
- 大場美奈[注 637]
- 大橋彩香
- 大原優乃[注 638]
- 大矢真那[注 639]
- 大和田南那[注 640]
- 小笠原茉由[注 641]
- 岡田紗佳
- 岡田奈々[注 642]
- 岡田佑里乃[注 643]
- 緒方咲
- 緒方もも[注 644]
- 緒方友莉奈
- 岡部麟[注 645]
- 岡本杷奈
- 岡本玲
- 沖田愛加
- 荻野由佳[注 646]
- 奥仲麻琴[注 647]
- 奥山かずさ
- 小倉唯
- 小倉ゆうか[注 648]
- 尾崎由香
- おしの沙羅[注 649]
- 尾島知佳[注 650]
- 小田飛鳥
- 小田えりな[注 651]
- 小田ひとみ
- 尾台彩香[38]
- 小田島渚[注 652]
- 音羽美奈[注 653]
- おのののか
- 折山みゆ[注 654]
- 甲斐はるか
- 海津雪乃
- 海里
- 加賀楓[注 655]
- 筧美和子
- 河西智美[注 656]
- 風愛ことり[注 657]
- 火将ロシエル
- 柏木由紀[注 658]
- 春日彩香
- 片岡沙耶
- 片岡未優[注 659]
- 片山萌美
- 勝乗恵美[注 660]
- 加藤夕夏[注 661]
- 加藤玲奈[注 662]
- 金久保芽衣
- 金澤有希[注 663]
- 要あい
- 金子織江[注 664]
- 金子理江[注 665]
- 椛島光[注 666]
- 夏帆
- 神谷麻美
- 上矢えり奈[注 667]
- 川栄李奈[注 668]
- 川口葵
- 川口春奈
- 川崎あや[注 669]
- 河路由希子[注 670]
- 川島海荷[注 671]
- 川嶋麗惟[注 672]
- 川瀬もえ
- 川瀬莉子
- 川原真琴[注 673]
- 川村文乃[注 674]
- 神崎紗衣[注 675]
- 神定まお[注 676]
- 栞菜
- カンナギマロ[注 677]
- 菊地亜美[注 678]
- 木﨑ゆりあ[注 679]
- 岸明日香
- 岸野里香[注 680]
- 北川綾巴[注 681]
- 北乃きい[注 682]
- 北野瑠華[39][40][41][42][注 683]
- 北原里英[注 684]
- 北向珠夕[注 685]
- 北村優衣
- 木村葵
- 木村好珠[注 686]
- 木本花音[注 687]
- 休井美郷[43]
- 京佳[注 688]
- 清浦夏実
- 清瀬汐希[注 689]
- 霧島聖子[注 690]
- 桐山瑠衣
- 日下部ほたる
- 草刈麻有
- 草野綾
- 久住小春[注 691]
- 忽那汐里
- 工藤遥[注 692]
- 工藤美桜
- 熊井友理奈[注 693]
- 熊江琉衣[注 694]
- 熊谷麻音
- 倉沢しえり[注 695]
- 倉田ヨーコ[44]
- 倉田瑠夏[注 696]
- 倉地恵利[注 697]
- 倉持由香
- くりえみ[注 698]
- 栗原みさ
- 来島そよぎ[45][46][注 699]
- 紅羽祐美
- 黒田万結花[注 700]
- 源崎トモエ[注 701]
- 小池唯[注 702]
- 小池里奈
- 小岩井ことり
- 神志那結衣[注 703]
- 剛力彩芽
- 古賀哉子[注 704]
- COCO[注 705]
- 小坂井祐莉絵
- 小嶋菜月[注 706]
- 小島みゆ
- 小島梨里杏[注 707]
- 小島瑠那[注 708]
- 小島瑠璃子
- 小瀬田麻由
- 兒玉遥[注 709]
- 後藤郁[注 710]
- こばしり。
- 小林礼奈
- 小林さり[注 711]
- 小林ひろみ[注 712]
- 小日向奏音
- 小日向結衣
- 小日向ゆか
- 小間千代
- 小南満佑子
- 小宮有紗[注 713]
- 小森ほたる
- こもりやさくら[注 714]
- 小柳歩
- 小山玲奈
- 紺野栞
- 紗綾
- 才木玲佳
- 斉藤朱夏[注 715]
- 斎藤恭代
- 西葉瑞希
- 冴木柚葉
- 早乙女ゆう
- 坂元誉梨
- 相良朱音
- 相楽伊織[注 716]
- 相楽樹
- 相良茉優[注 717]
- 崎川みずき
- 佐倉綾音
- 桜みゆ[47]
- 桜りん[注 718]
- 桜井木穂
- 桜井花奈[注 719]
- 桜井ひかり[注 720]
- 桜井日奈子
- 桜井玲香[注 721]
- 桜田茉央[注 722]
- 佐々木心音
- 佐々木美乃里
- 佐々木萌香
- 佐々野愛美
- 指原莉乃[注 723]
- 佐武宇綺[注 724]
- 佐藤あいり[注 725]
- 佐藤さくら[注 726]
- 佐藤栞[注 727]
- 佐藤聖羅[注 728]
- 佐藤望美[注 729]
- 佐藤美希
- 佐藤麗奈[注 730]
- 真田まこと
- 佐野千晃
- 佐野ひなこ
- 佐野水柚
- 鞘師里保[注 731]
- 佐山彩香
- 沢口けいこ[注 732]
- 沢辺りおん[注 733]
- ジェマ・ルイーズ
- 塩見きら[注 734]
- 志崎ひなた
- 志田音々
- 志田未来
- 志田友美[注 735]
- しとうもも
- 篠崎愛[注 736]
- 篠崎こころ[注 737]
- 東雲うみ[注 738]
- 篠原冴美[注 739]
- 四宮吏桜[注 740]
- 渋谷凪咲[注 741]
- 志保[注 742]
- 島崎遥香[注 743]
- 嶋村瞳[注 744]
- 清水あいり[注 745]
- 清水麻璃亜[注 746]
- 清水みさと
- 志村理佳[注 747]
- 霜月めあ
- 下村明香
- 上西恵[注 748]
- 白石陽菜[注 749]
- 白石麻衣[注 750]
- 白壁爽子
- 白河芹[48]
- 白川のぞみ[注 751]
- 白河優菜
- 白戸ゆめの
- 白藤有華[注 752]
- 白間美瑠[注 753]
- 新海まき
- 新川優愛[注 754]
- 新條由芽
- 新藤まなみ
- 神部美咲
- 新谷あやか
- 末永みゆ
- 末永佳子
- 菅本裕子[注 755]
- 菅原梨央[注 756]
- 鈴木愛理[注 757]
- 鈴木ふみ奈[注 758]
- 鈴木友菜
- 鈴木ゆうは[注 759]
- 鈴原優美[注 760]
- 鈴原りこ
- 須田亜香里[注 761]
- 須藤茉麻[注 762]
- 鷲見玲奈[注 763]
- 澄田綾乃
- 関根ささら[注 764]
- 関根優那[注 765]
- 関水渚
- 清流あゆ[49]
- 瀬戸なみ[注 766]
- 瀬戸ローズ[注 767]
- 世良ののか[50][51][52][53][注 768]
- 芹沢まりな
- 園都
- 染谷有香
- そよん
- ソラ豆琴美
- 空峰凛[54][55][56][57]
- 田井中茉莉亜
- 平祐奈[注 769]
- 高岡未來
- 高木古都[注 770]
- 髙木悠未[注 771]
- 髙木由莉愛[注 772]
- 高城れに[注 773]
- 高崎かなみ
- 高嶋香帆[注 774]
- 高城亜樹[注 775]
- 高田里穂[注 776]
- 高槻かなこ[注 777]
- 高梨瑞樹
- 鷹羽澪
- 高橋胡桃[注 778]
- 高橋朱里[注 779]
- 高橋ひかる
- 高橋みなみ[注 780]
- 高橋ユウ
- 高橋凛[注 781]
- 高見奈央[注 782]
- 高柳明音[注 783]
- 高山みれい
- 滝口ひかり[注 784]
- 瀧野由美子[注 785]
- 瀧本美織
- 瀧山あかね[注 786]
- 武井咲
- 竹内星菜
- 竹内花
- たけうちほのか
- 武田あやな
- 武田雛歩[注 787]
- 武田玲奈[注 788]
- 橘和奈
- 立花紫音
- 立花のぞみ[注 789]
- 立花陽香[注 790]
- 橘舞[注 791]
- 橘ゆりか[注 792]
- 立野沙紀[注 793]
- 田中菜々
- 田中美麗[注 794]
- 谷村美月
- 田原可南子[注 795]
- 玉井詩織[注 796]
- 玉川来夢[注 797]
- 田丸りさ[注 798]
- ダレノガレ明美
- 團遥香
- 月城まゆ[注 799]
- 嗣永桃子[注 800]
- つじかりん
- 辻りりさ
- 土屋太鳳
- 椿原愛
- 鶴巻星奈[注 801]
- つんこ
- でか美ちゃん[注 802]
- 出口亜梨沙
- 寺田御子
- 傳谷英里香[注 803]
- 東坂みゆ
- 東堂とも
- 富樫あずさ
- 時田愛梨[注 804]
- 時希美穂
- 徳江かな
- 土光瑠璃子[注 805]
- 外岡えりか[注 806]
- 外崎梨香[注 807]
- 戸松遥
- 都丸紗也華[注 808]
- 朝長美桜[注 809]
- 豊田萌絵[注 810]
- 中井ゆかり
- 中井りか[注 811]
- 永井里菜[注 812]
- 永尾まりや[注 813]
- 中川知香[注 814]
- 長澤茉里奈[注 815]
- 中島愛里[注 816]
- 中島早貴[注 817]
- 永瀬永茉
- 中田花奈[注 818]
- 中西智代梨[注 819]
- 長野じゅりあ
- 長野せりな[注 820]
- 長橋有沙
- 長濱ねる[注 821]
- 仲原ちえ
- 中原未來[注 822]
- 中村歩加[注 823]
- 仲村まひろ
- 仲村美海
- 仲村瑠璃亜
- 奈月セナ
- 夏来唯
- なつぽい
- 夏実晴香
- 夏目綾[注 824]
- 夏目花実[注 825]
- 夏本あさみ
- 夏焼雅[注 826]
- 夏吉ゆうこ
- 名取くるみ[注 827]
- 七海[注 828]
- 成田梨紗[注 829]
- 成沢みなみ
- 成海璃子
- Niki
- 西ひより[注 830]
- 西崎莉麻
- 西澤由夏[注 831]
- 西田藍[注 832]
- 西田有沙
- 西谷麻糸呂
- 西永彩奈
- 西野七瀬[注 833]
- 虹村かんな
- 西本ヒカル[注 834]
- 新田さちか
- 新田妃奈[58][59][60][61][注 835]
- 新田ゆう
- 仁藤みさき[注 836]
- 似鳥沙也加
- 二瓶有加[注 837]
- 根本凪[注 838]
- 能美真奈[注 839]
- 乃木結夢
- 野澤彩華[62]
- 野々宮ミカ
- のん[注 840]
- 袴田彩会
- 拍羽想[注 841]
- 橋下美好[63]
- 羽柴なつみ
- 橋本楓[注 842]
- 橋本環奈
- 橋本甜歌[注 843]
- 橋本梨菜[注 844]
- 長谷川かすみ
- 葉月愛梨
- 葉月あや[注 845]
- 葉月つばさ
- 葉月ゆめ
- 八反美咲[64][65][66][注 846]
- 花咲れあ
- 花巻杏奈
- 華村あすか
- 馬場ふみか[注 847]
- 浜田由梨[注 848]
- 林ゆめ
- 葉山夏恋
- 原あや香
- 原つむぎ
- 春花[注 849]
- HARUKA[注 850]
- 春香クリスティーン
- 遥りさ
- 春川芽生
- 春菜めぐみ
- 肥川彩愛[注 851]
- 久松郁実[注 852]
- 久松かおり[注 853]
- 陽南子[注 854]
- 日向葵衣
- 日向泉[注 855]
- 日南響子
- 日南まみ
- 日野麻衣[注 856]
- 姫野みなみ
- 姫ゆりあ
- 百花梅[注 857]
- 平嶋夏海[注 858]
- 比留川マイ[注 859]
- 広瀬アリス
- 広瀬すず
- フォンチー[注 860]
- 福江ななか
- 福岡みなみ
- 福岡みもれ
- 福田麻由子
- 福原遥
- 福見真紀
- 譜久村聖[注 861]
- 福本愛菜[注 862]
- 藤井奈々[注 863]
- 藤井マリー
- 藤子まい
- 藤田あずさ[注 864]
- 藤田恵名
- 藤田ニコル
- 藤田もも
- 藤渡小百合[67]
- 藤波心
- 藤乃あおい
- 藤間ほのか
- 渕上ひかる
- 船岡咲[注 865]
- 風吹ケイ
- 古畑奈和[注 866]
- 保﨑麗
- 星島沙也加
- 星名美津紀
- ☆HOSHINO[注 867]
- ほのか
- ぽぽちゃん[68][注 868]
- 堀江りほ[注 869]
- 堀尾実咲
- 本郷杏奈
- 本田翼
- 本田夕歩[注 870]
- 本間日陽[注 871]
- まいてぃ[注 872]
- 前島亜美[注 873]
- 前田敦子[注 874]
- 前田佳織里[注 875]
- 前田希美
- 前田光璃
- マギー
- 幕内里奈
- 真島なおみ
- 益田アンナ
- 益田恵梨菜
- 増田有華[注 876]
- 桝田幸希[注 877]
- 間瀬遥花[注 878]
- 町田みゆう
- 街山みほ
- 真楪伶[注 879]
- 松井咲子[注 880]
- 松井珠理奈[注 881]
- 松井玲奈[注 882]
- 松岡凛
- 松川菜々花[注 883]
- まつきりな
- 松下李生
- 松嶋えいみ
- 松田つかさ
- 松田蘭
- 松平璃子[注 884]
- 松永有紗[注 885]
- 松村香織[注 886]
- 松本愛
- 松元絵里花
- 松山メアリ[注 887]
- 真奈
- 真中つぐ[69][70][71][72]
- 真野恵里菜
- MAHO[73][注 888]
- 護あさな
- 真山れみ[注 889]
- 丸高愛実
- まるぴ
- 丸山知紗[注 890]
- まろか
- 岬愛奈
- 岬なこ
- 水月桃子[注 891]
- 水城るな
- 水草文香[注 892]
- 水咲優美
- 水沢まい[注 893]
- 美澄衿依
- 溝口真央
- 三田悠貴
- 美月絢音
- 美月千佳
- 緑友利恵[注 894]
- 水瀬いのり
- 水瀬琴音
- 水湊みお[注 895]
- 湊みそら[注 896]
- 南ナナ[注 897]
- 南結衣[注 898]
- 南ゆうき
- 南りほ
- 南沢奈央
- 峰尾こずえ[注 899]
- 峯岸みなみ[注 900]
- 三原勇希
- 宮内ひとみ[注 901]
- 宮川みやび
- 宮崎由加[注 902]
- 宮澤成良[注 903]
- 宮瀬なこ[注 904]
- 宮原華音
- 美山加恋
- 宮本佳林[注 905]
- 宮本りお
- 宮脇咲良[注 906]
- みらたむ
- 未梨一花
- 美輪咲月[注 907]
- 三輪晴香[注 908]
- 武藤十夢[注 909]
- 村上友梨[注 910]
- 村上りいな
- 村重杏奈[注 911]
- 村島未悠[注 912]
- 村田寛奈[注 913]
- 室田瑞希[注 914]
- 茂木忍[注 915]
- 望月琉叶
- 百川晴香[注 916]
- 桃瀬美咲
- ももせもも
- 百瀬りえ
- 桃月なしこ
- 森香澄[注 917]
- 森のんの
- 森川葵
- 森川茉莉[注 918]
- 森咲智美[注 919]
- 森下真依[注 920]
- 森田涼花[注 921]
- 森谷まりん[注 922]
- 森保まどか[注 923]
- 谷澤恵里香[注 924]
- 矢島舞美[注 925]
- 柳いろは
- 柳美稀
- 柳ゆり菜
- 柳本絵美[注 926]
- 山川ひろみ
- 山岸理子[注 927]
- 山口真帆[注 928]
- 山崎あみ
- 山下リオ
- 山田かな
- 山地まり
- 倭早希
- 山本いつか
- 山本彩[注 929]
- 山本ひかる
- 山本美月
- 山本ゆう
- yami
- 悠木碧
- 優希クロエ[注 930]
- 有那[74]
- 湯川舞[注 931]
- 雪平莉左[注 932]
- ゆきぽよ[注 933]
- 柚乃りか[注 934]
- yunocy[注 935]
- 弓川いち華[注 936]
- 百合川サシャ[注 937]
- 與儀ケイラ[注 938]
- 横山由依[注 939]
- 横山ルリカ[注 940]
- 吉井美優[注 941]
- 吉岡里帆
- 吉崎綾[注 942]
- 吉沢朱音[注 943]
- 吉田朱里[注 944]
- 芳根京子
- 吉野七宝実
- 米倉みゆ
- 夜道雪
- RaMu
- Liyuu
- 莉音
- りさありさ[75][76][77][78][79][注 945]
- 凛咲子[注 946]
- りなぴっぴ[注 947]
- 璃乃[注 948]
- 里々佳[注 949]
- リン・シャン
- ロサリオ惠奈
- 和田彩花[注 950]
- 和田瞳[注 951]
- 渡辺加和[注 952]
- 渡邉幸愛[注 953]
- 渡邊渚[注 954]
- 渡辺美優紀[注 955]
- 渡辺みり愛[注 956]
- 和地つかさ
- わちみなみ

## 2000年代生まれ
- 相沢菜月[注 957]
- 葵成美
- 青木胡杜音
- 青戸しの[80][81]
- 蒼波純[注 958]
- あかせあかり
- 浅川まりな[注 959]
- 浅倉樹々[注 960]
- 麻倉瑞季[注 961]
- 朝野ナツ
- 朝比奈みゆう[82][83][84][85][注 962]
- 麻生果恩[86][87][注 963]
- 安倍乙[注 964]
- 阿部夢梨[注 965]
- 天咲光由
- 天野きき
- 雨宮未苺
- 雨宮由乙花
- 雨宮凜々子[注 966]
- 新井遥[注 967]
- 新井萌花[注 968]
- 荒井佑奈
- 荒牧理沙
- アンジーひより[88][89]
- 池田メルダ[注 969]
- 池田レイラ[注 970]
- 石井優希[注 971]
- 石川萌香[注 972]
- 石野瑠見
- 石橋蛍[注 973]
- 和泉芳怜[注 974]
- 磯村美羽[90][91][注 975]
- 市川莉乃
- 井手美希[注 976]
- 伊藤桃々
- 稲光亜依[注 977]
- 猪子れいあ[注 978]
- 今井陽菜[注 979]
- 今森茉耶[注 980]
- 入山七菜[注 981]
- 入間ゆい[92][93]
- 上杉真央[注 982]
- 上西萌々[注 983]
- 上ノ堀結愛
- 植原ゆきな
- 宇都宮未来[注 984]
- 梅山恋和[注 985]
- エイミー[注 986]
- Erika
- 大熊杏優
- 大嶋みく[94][95][96][注 987]
- 大島璃乃[注 988]
- 大白桃子[注 989]
- 大瀧沙羅
- 大槻アイリ[97][98]
- 大槻理子[注 990]
- 岡田彩夢[注 991]
- 沖玲萌[注 992]
- 沖田彩花
- 奥村梨穂
- 乙陽葵
- 貝賀琴莉[99][100][101][102][注 993]
- 笠野咲藍[注 994]
- 片岡凜
- 加藤綾乃[注 995]
- 加藤舞[103][104][105][注 996]
- かとゆり
- 金井球[106][107][108][注 997]
- 金丸紗希[109][110][注 998]
- 上大迫祐希
- 神木レイミ[111][112][113][注 999]
- 神谷明采
- 神山みれい[注 1000]
- 茅野りお[注 1001]
- 河内裕里[114][115][注 1002]
- 川津明日香[注 1003]
- 川道さら[116][117][118][注 1004]
- 菅叶和
- 北川美麗
- 菊地姫奈[注 1005]
- 菊地日菜[119][120][121][注 1006]
- 木更かのん
- 来生かほ[注 1007]
- 木下彩音
- 木村葉月
- 桐原美月[注 1008]
- 久木田帆乃夏[注 1009]
- 工藤菫
- 来栖りん[注 1010]
- 黒江こはる[123][124]
- 黒木ひかり[注 1011]
- 黒木麗奈[注 1012]
- 黒田楓和[注 1013]
- 黒宮れい[注 1014]
- 桑島海空
- 河野まひる
- 瑚々[注 1015]
- 小桜ももな[注 1016]
- 五城せのん
- 小日向ゆり[125][126][127][128][注 1017]
- 小森香乃[注 1018]
- 小山璃奈[注 1019]
- 近藤真琴
- 斎藤愛莉[注 1020]
- 齊藤なぎさ[注 1021]
- 齋藤美雪[注 1022]
- 斉藤里奈[注 1023]
- 佐伯澪[129][130][131]
- 坂口風詩[注 1024]
- 坂巻有紗
- 咲田ゆな[注 1025]
- 櫻井音乃
- 佐々木ほのか[注 1026]
- 佐々木莉佳子[注 1027]
- 佐藤祐羅
- 佐野なぎさ
- 沢口愛華[注 1028]
- 澤田実架
- 澤田百[注 1029]
- 沢美沙樹[132][133][134][注 1030]
- 三野宮鈴[注 1031]
- 汐見まとい[135][136][注 1032]
- 島倉りか[注 1033]
- 上西怜[注 1034]
- 清水れい[137][138][139]
- 白石希望[140][141][142][143][注 1035]
- 白濱ひなか[144][145]
- 白濱美兎
- 城間菜々美[146][147]
- 進藤あまね
- 菅原早記[注 1036]
- 杉本愛里
- 杉本愛莉鈴[注 1037]
- 涼雅
- 鈴木聖
- 鈴木優愛
- 鈴木優香[注 1038]
- 鈴原すず
- 鈴原希実
- 隅野和奏[注 1039]
- すみぽん[148][149][注 1040]
- 須羽こころ
- 聖菜
- 園田あいか[注 1041]
- 染野有来
- 高砂ミドリ[注 1042]
- 高梨あい
- 高梨優佳
- 高橋アリス
- 高橋かの
- 田口華[注 1043]
- 竹内詩乃
- 竹内月音[150][151][152][153][注 1044]
- 武田智加[注 1045]
- 田島怜華[注 1046]
- 達家真姫宝[注 1047]
- 伊達さゆり
- 蓼沼優衣[注 1048]
- 田中きずな
- 田中美久[注 1049]
- 田畑志真
- 玉田志織
- 田向星華[注 1050]
- 田村愛美鈴[注 1051]
- ちーまき[154][155]
- ちばひなの[156][157][158][注 1052]
- 千葉祐夕[159][160][161][注 1053]
- 塚田百々花[注 1054]
- 月野有菜[注 1055]
- 月見るい[注 1056]
- 土田優空[162][163][164][165]
- 出町杏奈[注 1057]
- 寺本莉緒[注 1058]
- 都丸亜華梨[注 1059]
- 豊島心桜[注 1060]
- 豊田ルナ[注 1061]
- 内藤花恋[注 1062]
- 長尾しおり[注 1063]
- 中川心[166][167][168][169][注 1064]
- 永瀬ひな[170][171][172][注 1065]
- 長月翠[注 1066]
- 仲根なのか[注 1067]
- 渚のん
- 南雲えれな[注 1068]
- 夏川あかり[173][174][注 1069]
- 夏芽すず[175][176]
- 菜那セシル[177][178][注 1070]
- 七瀬なな
- 成宮しずく[注 1071]
- 新谷真由[注 1072]
- 西尾希美[注 1073]
- 西野夢菜[179][180]
- 西山乃利子[注 1074]
- 新田あゆな
- 猫宮あすか
- 萩田帆風[注 1075]
- 波崎天結
- 葉月くれあ[注 1076]
- 花咲楓香
- 早川渚紗[注 1077]
- 林田百加
- 樋口なづな[注 1078]
- ひめか
- ぴょな
- 福井梨莉華
- 福田ルミカ
- 福留光帆[注 1079]
- 藤川らるむ
- 藤園麗[注 1080]
- 藤水咲桜[注 1081]
- 藤本沙羅[注 1082]
- 藤原ナミ[注 1083]
- 船井美玖[注 1084]
- 船木結[注 1085]
- 古川杏
- 古田愛理[注 1086]
- 蓬莱舞[注 1087]
- 星野風香
- 細川愛倫[181][182][183][184][注 1088]
- 堀みなみ[185][186]
- 本郷柚巴[注 1089]
- 前川莉珠[注 1090]
- 真木しおり[注 1091]
- 蒔埜ひな
- 松島かのん[注 1092]
- 松田実桜[注 1093]
- 松村キサラ
- 松本日向[注 1094]
- 松本里乃
- 丸井桜子[187][188][189][注 1095]
- 丸山りさ[190][191][192][193][注 1096]
- 水野遥香
- 水野舞菜
- 三田のえ[194][195][196][197][注 1097]
- ミッシェル愛美[注 1098]
- 三橋くん
- 湊川みる[注 1099]
- 宮崎あみさ[注 1100]
- みりちゃむ
- 村雨芙美
- 村山優香
- 桃木兎羽[198][199][200]
- 桃里れあ[201][202][203][204][注 1101]
- 百瀬まりな
- 百田汐里[注 1102]
- 森日菜美[注 1103]
- 森戸知沙希[注 1104]
- 森元流那[注 1105]
- 森脇梨々夏
- 安井南
- 梁川奈々美[注 1106]
- 柳川みあ[注 1107]
- 矢野ななか
- 矢吹奈子[注 1108]
- 山岡雅弥[注 1109]
- 山﨑夢羽[注 1110]
- 山田あい[205][206][207]
- 山田南実[注 1111]
- 山本彩加[注 1112]
- 山本杏[208][209][210][211][注 1113]
- 山本瑚々南
- 山本姫香
- ゆいちゃみ
- 結那
- ゆうちゃみ
- 柚来しいな
- ゆみちぃ
- ゆめぽて
- 横野すみれ[注 1114]
- 吉澤遥奈[注 1115]
- 吉田あかり
- 吉田莉桜[注 1116]
- 吉田伶香
- 吉田莉々加
- 吉原怜那[注 1117]
- 米倉れいあ[注 1118]
- りりか[212][213][214][注 1119]
- れいたぴ[注 1120]
- 和内璃乃
- 我妻ゆりか
- 和智日菜子[注 1121]

## 生年非公表
- あの
- 伊織もえ[注 1122]
- いくみ[注 1123]
- 伊藤桃
- ENA[215][216][217][218][注 1124]
- 黒瀬ゆい[注 1125]
- 篠原みなみ[注 1126]
- 白田まい[219][220][221][222][注 1127]
- 橘あさひ
- なな茶
- 成瀬いな[注 1128]
- 仁藤りさ[223][224][225][226]
- のののん[注 1129]
- 美東澪
- 南あみ[227][228][229][230][注 1130]
- 柚木えりな

## アイドルグループ
グループを脱退（卒業）したメンバーについては上記を参照。
- I MY ME MINE
  - 櫻井もえ
- iLiFE!
  - 那蘭のどか[注 1131]
- あまいものつめあわせ
  - 篠見星奈
  - ちとせよしの
- イイトコドリ
  - 桜木美緒[231][232][233][234][注 1132]
  - 夏未ゆうか[235][236][237][注 1133]
  - 三葉ゆあ[注 1134]
- Ange☆Reve
  - 安藤笑[注 1135]
- =LOVE
  - 大谷映美里
  - 音嶋莉沙
  - 髙松瞳
  - 野口衣織
- ukka
  - 芹澤もあ
- 衛星とカラテア
  - 久木田菜々夏[238][239][240][241][注 1136]
- HKT48
  - 石橋颯
  - 市村愛里
  - 栗原紗英
  - 栗山梨奈
  - 田中伊桜莉
  - 地頭江音々
  - 豊永阿紀
  - 渕上舞
  - 山内祐奈 他
- AKB48
  - 秋山由奈
  - 新井彩永
  - 伊藤百花
  - 岩立沙穂
  - 大賀彩姫
  - 太田有紀
  - 大盛真歩
  - 奥本カイリ
  - 小栗有以
  - 川村結衣
  - 久保姫菜乃
  - 工藤華純
  - 倉野尾成美
  - 近藤沙樹
  - 迫由芽実
  - 佐藤綺星
  - 下尾みう
  - 白鳥沙怜
  - 鈴木くるみ
  - 髙橋彩音
  - 田口愛佳
  - 千葉恵里
  - 徳永羚海
  - 長友彩海
  - 永野芹佳
  - 成田香姫奈
  - 橋本恵理子
  - 橋本陽菜
  - 畠山希美
  - 花田藍衣
  - 平田侑希
  - 福岡聖菜
  - 布袋百椛
  - 正鋳真優
  - 丸山ひなた
  - 水島美結
  - 向井地美音
  - 武藤小麟
  - 八木愛月
  - 山内瑞葵
  - 山口結愛
  - 山﨑空 他
- SKE48
  - 青海ひな乃[注 1137]
  - 青木莉樺[242]
  - 井上瑠夏
  - 入内嶋涼[243]
  - 太田彩夏
  - 大村杏[244][245][246][247]
  - 鎌田菜月
  - 熊崎晴香
  - 佐藤佳穂
  - 菅原茉椰
  - 中野愛理
  - 藤本冬香 他
- STU48
  - 石田千穂
  - 内海里音[248][249][250][251]
  - 工藤理子[252][253][254][255]
  - 信濃宙花[256]
  - 曽川咲葵[257]
  - 高雄さやか[258][259][260][261]
  - 中村舞[262][263][264][265]
  - 福田朱里[266] 他
- NMB48
  - 安部若菜
  - 板垣心和
  - 川上千尋
  - 小嶋花梨
  - 坂田心咲
  - 新澤菜央
  - 龍本弥生
  - 田中美空
  - 平山真衣
  - 水田詩織
  - 和田海佑 他
- NGT48
  - 大塚七海
  - 北村優羽
  - 佐藤海里
  - 清司麗菜
  - 西潟茉莉奈
  - 藤崎未夢 他
- O2
  - 南みゆか[注 1138]
- カメレオンリパブリック
  - 桜田愛音
  - 宮永薫
- 君と見るそら
  - 高鶴桃羽
- きゅ〜くる
  - 花城奈央[267][268][269][270][注 1139]
- 煌めき☆アンフォレント
  - 鈴木Mob.[注 1140]
- 963
  - 辻優衣[271][272][273][274][注 1141]
  - 前田鮎花[275][276][277][278][注 1142]
- KLP48
  - 甲斐心愛[279][280][281][282][注 1143]
  - 行天優莉奈[283][284][285][286][注 1144]
  - 山根涼羽[注 1145]
- Jams Collection
  - 小此木流花[287][288][289][注 1146]
- シャルロット
  - 一ノ瀬瑠菜[注 1147]
- Juice=Juice
  - 井上玲音[注 1148]
- 少年秘密倶楽部
  - 早川みゆき[注 1149]
- 私立恵比寿中学
  - 桜木心菜
- Sweet Alley
  - 深江有恵[290]
- SWEET STEADY
  - 白石まゆみ[291][292][293][294][注 1150]
- SUPER☆GiRLS
  - 門林有羽
  - 坂林佳奈
  - 竹内ななみ
  - 田中想[295][296][297][298][注 1151]
- スーパーベイビーズ
  - 山田せいあ[299][300][301]
- SPL∞ASH
  - 尾茂井奏良[302][303][304][305][注 1152]
- Task have Fun
  - 熊澤風花
  - 里仲菜月
- つばきファクトリー
  - 小野瑞歩
- Devil ANTHEM.
  - 水野瞳[306][307][308][309][注 1153]
- テラテラ
  - 池本しおり
- Toi Toi Toi
  - さくらもも[注 1154]
  - 橋本萌花
- ドラマチックレコード
  - 新居歩美
- #2i2
  - 天羽希純[注 1155]
  - 奥ゆい[310][311][312][313]
  - 十味
  - 森嶋あんり
- 虹のコンキスタドール
  - 石浜芽衣[314][315][316][317]
- NEO JAPONISM
  - 瀬戸みるか[318][319][320][321]
- ≠ME
  - 尾木波菜
  - 菅波美玲
  - 谷崎早耶
- #ババババンビ
  - 宇咲[注 1156]
  - 神南りな[注 1157]
  - 岸みゆ
  - 近藤沙瑛子[注 1158]
  - 小鳥遊るい
- Peel the Apple
  - 浅原凜[注 1159]
- ひめもすオーケストラ
  - 椿野ゆうこ
  - 百瀬せいな[322][323][324]
- fav me
  - 小野寺梓[注 1160]
- femme fatale
  - 頓知気さきな[注 1161]
- FES☆TIVE
  - 本多しおり[注 1162]
  - 八木ひなた[注 1163]
- FRUITS ZIPPER
  - 櫻井優衣
  - 月足天音[注 1164]
  - 仲川瑠夏
  - 真中まな
- ベンジャス!
  - 日高里緒[325][326][327]
- MyDearDarlin'
  - 広山楓[328][329][330][331][注 1165]
- #Mooove!
  - 赤間四季[332][333][334][335][注 1166]
  - 久喜なほ
  - 姫野ひなの[336][337][338][339][注 1167]
- モーニング娘。
  - 小田さくら
  - 羽賀朱音
  - 牧野真莉愛
  - 横山玲奈
- 夜光性アミューズ
  - 炎谷莉奈[340][341][342][注 1168]
- ゆえない
  - 月花めもり[注 1169]
- #よーよーよー
  - 上原れもん
  - 月なぎさ[343][344][345][346]
  - 由良ゆら[注 1170]
- RiNCENTO#
  - 琴吹ゆず
  - 森本栞菜
  - 雪乃椛鈴[347][348][349][注 1171]
- Root mimi
  - 黒嵜菜々子[注 1172]